# Mö-kung
Mökung, meykonungr, benämns i riddarsagor i den äldre isländska litteraturen en ogift dotter till en kung som efter dennes död tar över som arvinge. 
I sagorna uppträder hon högmodigt och snäser av sina friare och hon kan också bestraffa dem som vågat be om hennes hand. Till varje pris vill hon bevara sin självständighet. Friaren svarar vanligen genom att försöka knäcka hennes vilja på olika sätt, även genom våldtäkt och förnedring, till dess hon underordnar sig. När detta har skett är relationen mellan kvinna och man normaliserad enligt det medeltida synsättet.
Mö-kungen är en senmedeltida utveckling av sköldmön, men hon strider inte på slagfältet. I stället försöker hon att bevara sin jungfrudom som ger henne makt.